# DAIKIN エア・メッセージ
DAIKIN エア・メッセージ（ダイキン エア・メッセージ）は、FM OSAKAで長年放送されているラジオ番組。TOKYO FMにもネットされている。

## 概要
毎回、出演者がナレーションを読み、洋楽を1曲かけている。その後スポンサーであるダイキン工業のCMが流れてエンディング。

## 放送日時
- 毎週土曜日、日曜日の21:55〜22:00

## 放送局
- FM OSAKA（制作局）
- TOKYO FM

## 出演
- 中山千香子（土）
- や乃えいじ（日）

## スポンサー
- ダイキン工業

## その他
- オンエアされるCMの情報はダイキン工業の公式サイトにて掲載されている。